# یواس‌اس کوفر (دی‌یی-۲۰۸)

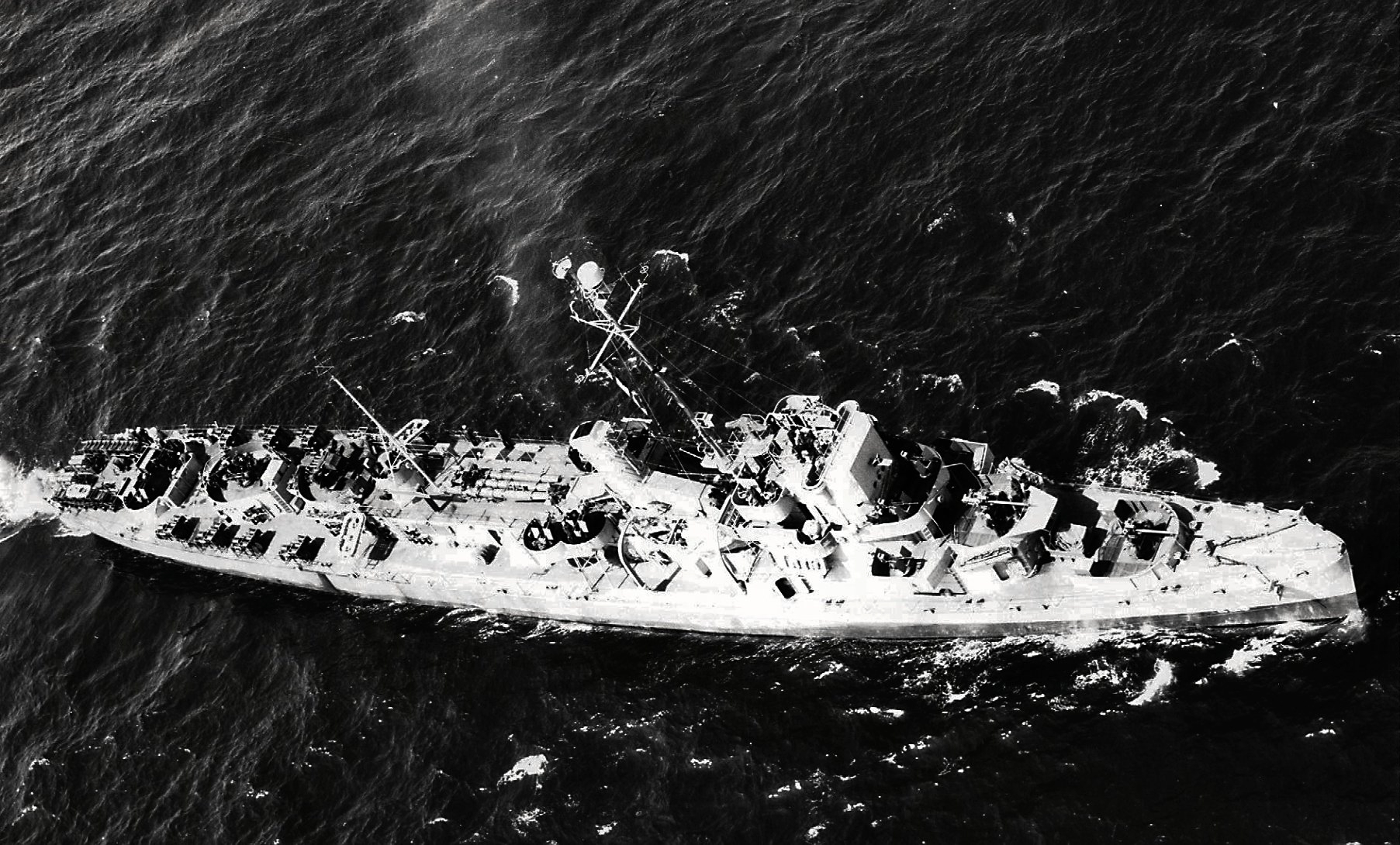
کشتی دی یی-۲۰۸

یواس‌اس کوفر (دی‌یی-۲۰۸) (به انگلیسی: USS Cofer (DE-208)) یک کشتی بود که طول آن ۳۰۶ فوت (۹۳ متر) بود. این کشتی در سال ۱۹۴۳ ساخته شد.